# Maxomys surifer
Il ratto spinoso indomalese (Maxomys surifer  Miller, 1900) è un roditore della famiglia dei Muridi, diffuso in Cina, Indocina e Indonesia.

## Descrizione
Roditore di medie dimensioni, con lunghezza della testa e del corpo tra 170 e 226 mm, la lunghezza della coda tra 149 e 227 mm, la lunghezza del piede tra 32 e 47 mm, la lunghezza delle orecchie tra 20 e 28 mm e un peso fino a 284 g.
La pelliccia è corta e spinosa. Le parti superiori sono arancione o bruno-rossiccio, più scure lungo la spina dorsale e con numerosi peli spinosi corti e scuri. Le orecchie sono marrone scuro, Il colore della nuca si estende sotto la gola fino a formare un collare. Le parti ventrali sono bianche, con molti peli spinosi soffici. I fianchi sono più chiari del dorso e la linea di demarcazione tra le due parti è netta. Le parti dorsali delle zampe sono ocracee. I piedi sono bianchi. La coda è lunga quanto la testa ed il corpo, marrone scuro sopra e bianca inferiormente e nel terzo o quarto terminale. Sono presenti 12 anelli di scaglie per centimetro. Le femmine hanno un paio di mammelle pettorali, un paio post-ascellari e due paia inguinali. Il cariotipo è 2n=52 FN=64-66.

## Biologia

### Comportamento
È una specie notturna e terricola. Passa gran parte della giornata nelle tane.

### Alimentazione
Si nutre di parti vegetali, radici, frutta caduta, insetti, lumache e piccoli vertebrati. Immagazzina noci all'interno delle proprie tane.

### Riproduzione
Le femmine danno alla luce 2-5 piccoli per volta. Vengono fatti nascere in brevi cunicoli nel terreno con 1-2 entrate, in nidi costruiti con foglie fresche.

## Distribuzione e habitat
Questa specie è diffusa nella Cina meridionale, Indocina, Borneo, Sumatra, Giava ed alcune isole vicine.
Vive nelle foreste primarie e negli ambienti strettamente confinanti, ma non in foreste secondarie fino a 1.680 metri di altitudine.

## Tassonomia
Sono state riconosciute 46 sottospecie:
- M.s.surifer: Penisola malese, Isola di Penang, Sumatra centrale e orientale, Arcipelago di Mergui: Isola di Hastings, Sir John Hayes, King, Kisseraing, Sir J.Malcolm, Ross, Lampi, Tavoy;
- M.s.anambae (Miller, 1900): Isole Anambas: Jimaja, Riabu, Siantan;
- M.s.antucus (Lyon, 1916): Isole Banyak: Tuangku;
- M.s.aoris (Robinson, 1912): Pulau Aor;
- M.s.banacus (Lyon, 1916): Isole Banyak: Bangkaru;
- M.s.bandahara (Robinson, 1921): Borneo, Isole lungo la costa sud-occidentale del Borneo: Lamukotan, Bawal, Datu; Isole lungo la costa settentrionale del Borneo: Malawali, Balambangan, Banggi;
- M.s.bentincanus (Miller, 1903): Arcipelago di Mergui: Bentinck;
- M.s.binominatus (Kloss, 1915): Pulau Tioman;
- M.s.butangensis (Miller, 1900): Isole Riau: Bintan, Sugi, Chombol, Batam, Sugi Bawa, Karimun; Isole Lingga: Lingga, Sebangka, Singkep, Bakung Besar; Isole Butang: Adang, Rawi;
- M.s.carimatae (Miller, 1906): Isole Karimata: Karimata, Pelapis; Isole Badas: Kepahiang;
- M.s.casensis (Miller, 1903): Arcipelago di Mergui: Chance; Isole lungo la costa sud-occidentale della Thailandia: Ko Ra, Ko Phra Thong;
- M.s.catellifer (Miller, 1903): Isole lungo la costa occidentale di Sumatra: Mansalar;
- M.s.changensis (Kloss, 1916): Ko Chang;
- M.s.connectens (Kloss, 1916): Ko Mak;
- M.s.domelicus (Miller, 1903): Arcipelago di Mergui: Domel;
- M.s.eclipsis (Kloss, 1916): Ko Kra;
- M.s.finis (Kloss, 1916): Vietnam, Laos, Cambogia, Thailandia sud-orientale;
- M.s.flavidulus (Miller, 1900): Isole lungo la costa occidentale della Penisola malese: Langkawi, Dayang, Terutau;
- M.s.flavigrandis (Kloss, 1911): East Perhentian;
- M.s.grandis (Kloss, 1911): Great Redang;
- M.s.koratis (Kloss, 1919): Thailandia orientale;
- M.s.kramis (Kloss, 1919): Ko Kram;
- M.s.kutensis (Kloss, 1916): Ko Kut;
- M.s.leonis (Robinson & Kloss, 1911): Singapore;
- M.s.luteolus (Miller, 1903): Arcipelago di Mergui: St.Matthew's, St.Lukes's; Ko Phayan, Ko Yam Yai;
- M.s.mabalus (Lyon, 1916): Isole Batu: Tanahmasa, Tanahbala;
- M.s.manicalis (Robinson & Kloss, 1914): Ko Phangan;
- M.s.muntia (Chasen, 1940): Ko Muk;
- M.s.natunae (Chasen, 1940):Isole Natuna: Bunguran, Laut, Lingung, Midai;
- M.s.pelagius (Kloss, 1916): Ko Rang;
- M.s.pemangilis (Robinson, 1912): Pemanggil;
- M.s.perflavus (Lyon, 1911):Isole lungo la costa sud-orientale del Borneo: Laut;
- M.s.pidonis (Chasen, 1940): Ko Phi Phi Don;
- M.s.pinacus (Lyon, 1916): Isole Batu: Pini;
- M.s.puket (Chasen, 1940): Phuket, Ko Yao Yai, Ko Yao Noi, Ko Boi Yai, Ko Lanta;
- M.s.ravus (Robinson & Kloss, 1916): Sumatra occidentale;
- M.s.saturatus (Lyon, 1911):Isole lungo la costa sud-occidentale del Borneo: Panebangan;
- M.s.serutus (Miller, 1906):Isole Karimata: Serutu;
- M.s.siarma (Kloss, 1919): Myanmar meridionale, provincia cinese dello Yunnan meridionale, Thailandia occidentale;
- M.s.solaris (Sody, 1934): Giava occidentale;
- M.s.spurcus (Robinson & Kloss, 1914): Ko Samui;
- M.s.telibon (Chasen, 1940): Ko Libong;
- M.s.tenebrosus (Kloss, 1916): Ko Klum;
- M.s.ubecus (Lyon, 1911): Isole lungo la costa sud-orientale del Borneo: Sebuku;
- M.s.umbridorsum (Miller, 1903):Arcipelago di Mergui: Lord Loughborough, Clara;
- M.s.verbeeki (Sody, 1930): Giava orientale e centrale.

## Conservazione
La IUCN Red List, considerato il vasto areale e la popolazione numerosa, classifica M.surifer come specie a rischio minimo (Least Concern).